# Роб Вебер
Роб Вебер (енгл. Rob Webber; 1. август 1986) професионални је рагбиста и репрезентативац Енглеске који тренутно игра за бившег шапиона Европе Бат (рагби јунион).

## Биографија
Висок 183 цм, тежак 116 кг, Вебер је пре Бата играо за Поклингтон РФК, Блекхет РФК, Лидс Карниџ и Воспс. За "црвене руже" је до сада одиграо 16 тест мечева и постигао 1 есеј.